# Shimmer and Shine
Shimmer and Shine és una sèrie de televisió animada nord-americana creada per Farnaz Esnaashari-Charmatz i produïda per Nickelodeon Animation Studio. Es va estrenar al canal Nick Jr. de Nickelodeon el 24 d'agost de 2015 i va durar quatre temporades. La sèrie tracta sobre dos genis, Shimmer i Shine, que concedeixen desitjos a la seva amiga humana Leah.